# Josep Serra i Andreu
Josep Serra i Andreu   (Barcelona, 23 de juliol de 1910 - Barcelona, 4 de gener de 1997) fou un futbolista català de la dècada de 1930.
Jugava d'interior o extrem esquerre.
Havia jugat als equips inferiors de CE Europa i FC Barcelona. La temporada 1930-31 jugà a l'Iluro SC de Mataró, la temporada següent jugà a l'Sport Club
Catalunya de l'Havana, a Cuba, i a final de 1932 retornà a Barcelona. Fitxà pel RCD Espanyol, jugant inicialment a l'equip reserva. La temporada 1933-34, va jugar cinc partits del Campionat de Catalunya amb el primer equip. El febrer de 1934 l'Espanyol li donà la baixa, juntament amb Josep Baldrich.
Destacà defensant els colors del FC Badalona, amb el qual jugà a la segona divisió espanyola i a la primera categoria del campionat català. L'any 1936 ingressà al CE Europa. A final d'any fitxà pel FC Vic, ja en plena guerra. Després de la guerra civil tornà a jugar al CF Badalona (1939-40 i 1941-42), Reus Deportiu (1940-41), CD Riudoms (1943-45) i UE Tàrrega (1945-46).
Era germà de Pere Serra i Andreu, jugador del CE Europa.